# Criuleni
Criuleni – miasto w Mołdawii, stolica rejonu Criuleni; 9,5 tys. mieszkańców (2012). Ośrodek przemysłu spożywczego.

## Miasta partnerskie
- Orăștie